# Mays Lick
Mays Lick – jednostka osadnicza w Stanach Zjednoczonych, w stanie Kentucky, w hrabstwie Mason.